# Aristolochia asclepiadifolia
Aristolochia asclepiadifolia är en piprankeväxtart som beskrevs av T.S. Brandegee. Aristolochia asclepiadifolia ingår i släktet piprankor, och familjen piprankeväxter. Inga underarter finns listade i Catalogue of Life.